# Kao
Kao (antiguamente transcrito como Oghao) es una isla formada por un volcán que se encuentra al oeste del grupo Ha'apai, en el reino de Tonga, a 5 km al noreste de Tofua y a 160 km al norte de Tongatapu. Sus coordenadas son: 19°40′S 175°02′O / -19.667, -175.033.
La isla tiene una forma cónica simétrica que se eleva desde el mar con un ángulo constante de 35º hasta la cima de 1.046 metros de altitud. Es el punto más alto de Tonga. En el pequeño cráter hay un lago de agua fresca. La superficie total es de 11,6 km².
No se tienen registros históricos de erupciones, pero se encuentra en una zona de alta actividad volcánica. Fue descubierta en 1774, por el capitán James Cook.
- Datos: Q1520405
- Multimedia: Kao Islands / Q1520405